# Epirhyssa tandoni
Epirhyssa tandoni är en stekelart som först beskrevs av Jonathan 1974.  Epirhyssa tandoni ingår i släktet Epirhyssa och familjen brokparasitsteklar. Inga underarter finns listade i Catalogue of Life.